# Équipe de Hong Kong féminine de baseball
Uniformes
L'Équipe de Hong Kong de baseball féminin représente la Fédération de Hong Kong de baseball lors des compétitions internationales comme la Coupe du monde.
Son premier match s'est déroulé contre la Corée du Sud en 2004 au Japon. 
Elle participe à la Série Mondiale de baseball féminin en 2004,, un événement qui disparait ensuite au profit de la Coupe du monde de baseball féminin. 
Depuis 2006, elle participe à la Coupe du monde et son meilleur résultat est une septième place en 2006. Le 13 août 2010 lors de la Coupe du monde organisé au Venezuela, l'équipe se retire de la compétition à la suite d'un incident de jeu lors d'un match contre les Pays-Bas. La troisième base hong-kongaise est atteinte par un tir d'arme à feu lors de son entrée sur le terrain au cours de la quatrième manche. Le match, qui se déroulait à Fort Tiuna dans une garnison de Caracas, est suspendu sur le score de 12-9 en faveur des Pays-Bas. Le 15, Hong Kong se retire de la compétition qui se poursuit avec les dix équipes restantes.
Elle partage avec l'Inde la dixième position au Classement mondial de l'IBAF au 1er septembre 2010.

## Palmarès
Série mondiale:
- 2004 : 6e

Coupe du monde:
- 2006 : 7e
- 2008 : 8e
- 2010 : retrait